# Anthracoceros coronatus
Il bucero coronato (Anthracoceros coronatus (Boddaert, 1783)), noto anche come bucero bianco e nero del Malabar, è un uccello della famiglia dei Bucerotidi originario dell'Asia meridionale.
Nel 2016 il bucero coronato è stato valutato dalla Lista Rossa delle specie minacciate della IUCN come «specie prossima alla minaccia» (Near Threatened).

## Descrizione
Il bucero coronato raggiunge una lunghezza massima di 65 centimetri. Nel maschio il becco misura tra 17,1 e 22,1 centimetri, mentre nella femmina è leggermente più piccolo, tra 15,4 e 18,9 centimetri.

### Maschio
Nel maschio la testa, il collo, la parte superiore del petto, il dorso e le ali sono neri e presentano una sfumatura blu-verdastra. La parte inferiore del petto, le cosce, l'addome e la superficie inferiore delle copritrici sono di colore bianco. Le penne remiganti, ad eccezione delle due più esterne, sono nere con l'estremità bianca. La coda è prevalentemente bianca: solo la coppia centrale delle timoniere è nera e sporge di 2,5-4 centimetri rispetto alle altre. Le timoniere esterne presentano dei disegni neri che variano da un individuo all'altro, ma comunque sempre meno estesi del bianco del resto della penna.
Il casco è molto grande e ha una forma simile ad un'ascia. Inizia sopra la fronte e termina prima della punta del becco. È di colore variabile dal crema al giallo e presenta un'ampia macchia nera che si estende fino alla sua estremità; un'altra macchia nera è presente nella sua parte posteriore. L'estensione della macchia nera all'estremità del casco varia individualmente e aumenta con l'età. Il becco leggermente ricurvo, invece, è di colore variabile dal corno al giallo scuro. Alla base del becco è presente una macchia nera.
La pelle priva di piume intorno all'occhio è di colore blu-nerastro, mentre quella della gola è color carne. Le palpebre sono nere. Gli occhi sono di colore variabile dal rosso all'arancio-rossastro, le zampe e i piedi sono di colore grigio-verdastro.

### Femmina e giovane

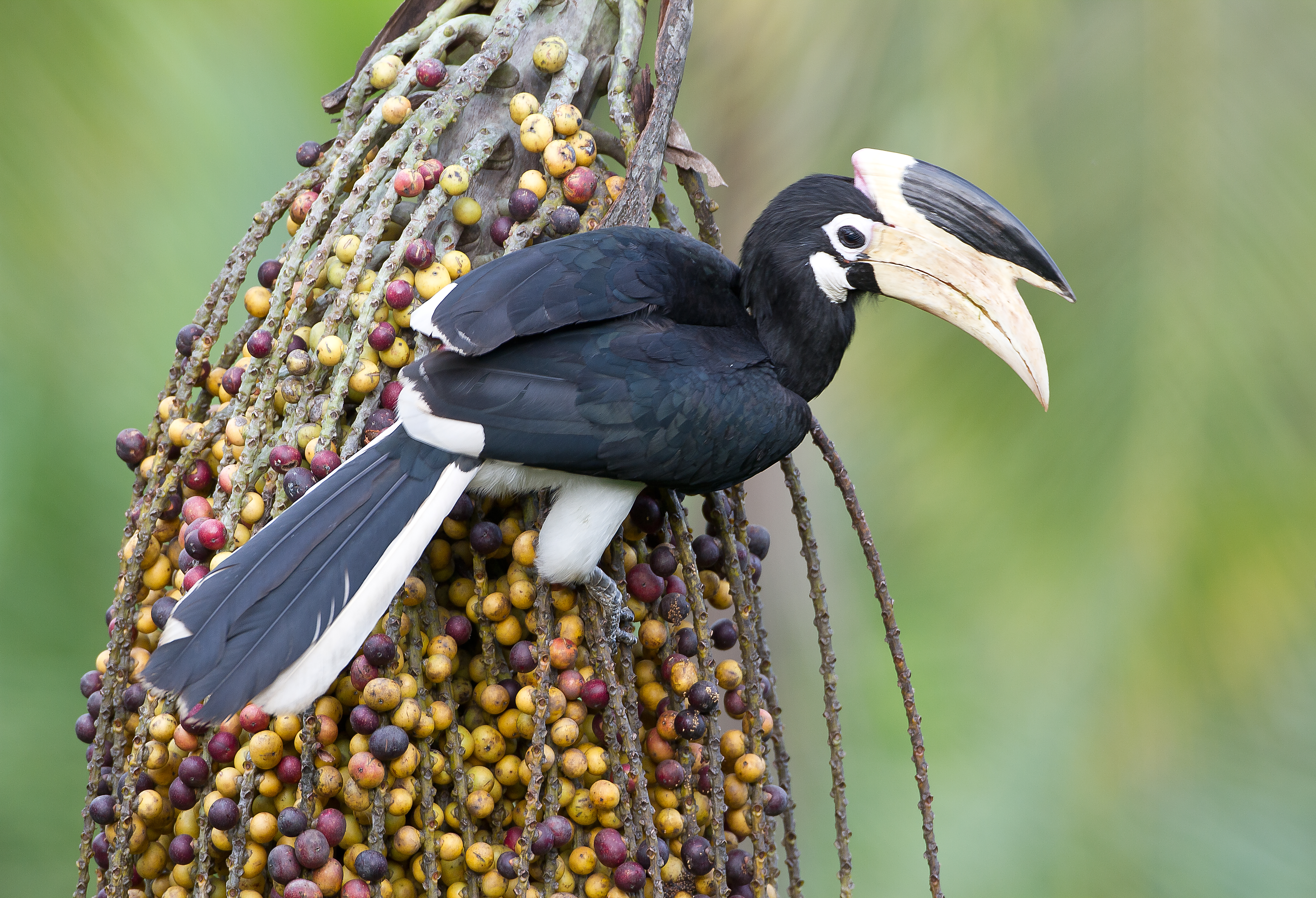
Femmina di bucero coronato.

Le femmine sono simili ai maschi per quanto riguarda la colorazione del piumaggio, ma nel complesso sono leggermente più piccole. Il rapporto di dimensioni tra il casco e il becco è lo stesso di quello del maschio. Nella femmina, tuttavia, non è presente la macchia nera sulla parte posteriore del casco e la macchia nera alla sua estremità è generalmente un po' più piccola. La pelle senza piume intorno all'occhio è bianca, quella sulla gola è color carne e gli occhi sono marroni.
Il piumaggio dei giovani è simile a quello degli adulti, ma le loro timoniere sono spesso più nere di quelle di questi ultimi. Il becco è molto più piccolo e il casco non si è ancora sviluppato. La pelle glabra della faccia varia nel colore in base al sesso, gli occhi sono di colore grigio-brunastro.

## Biologia

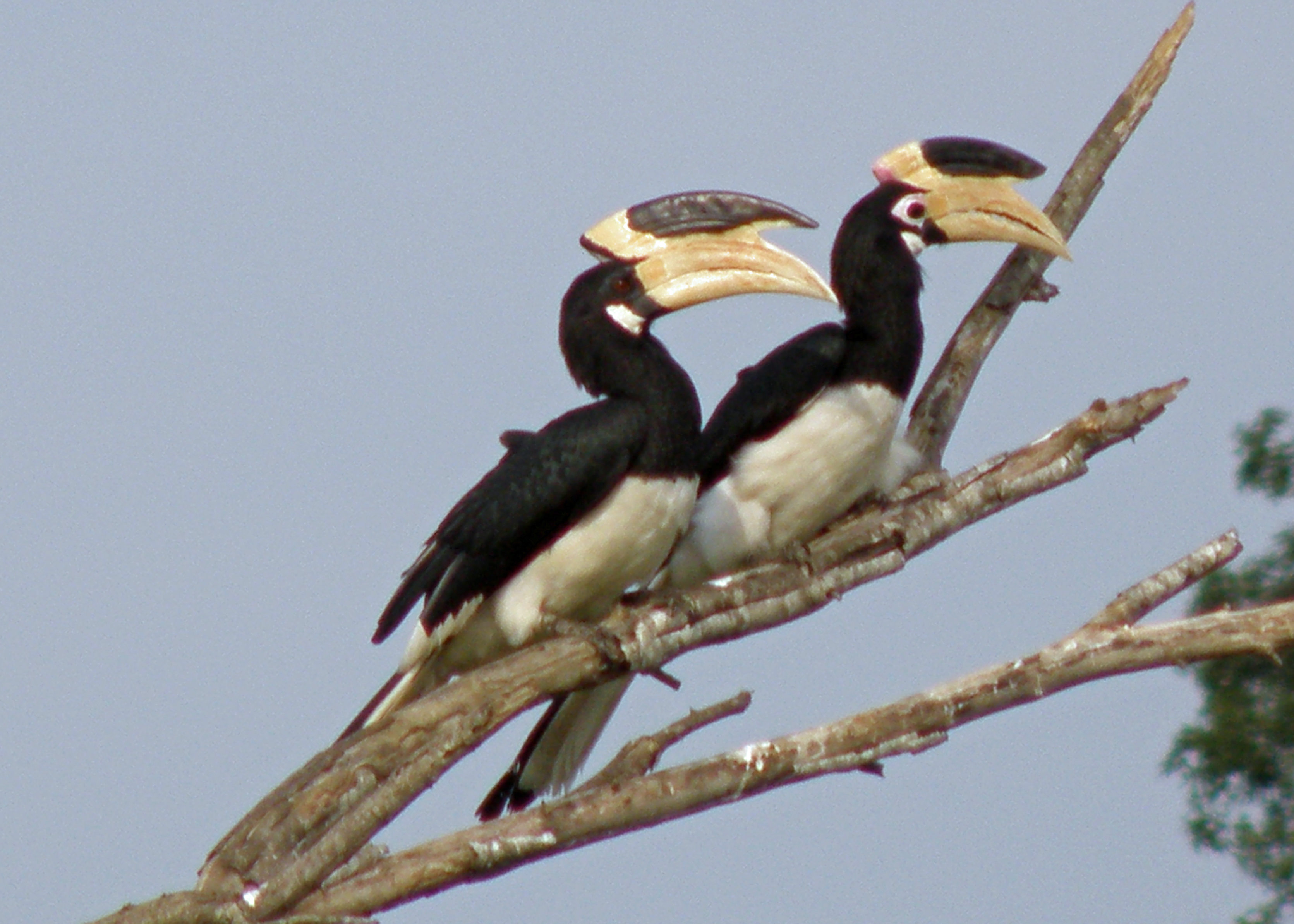
Coppia di buceri coronati in Sri Lanka: a sinistra il maschio e a destra la femmina.

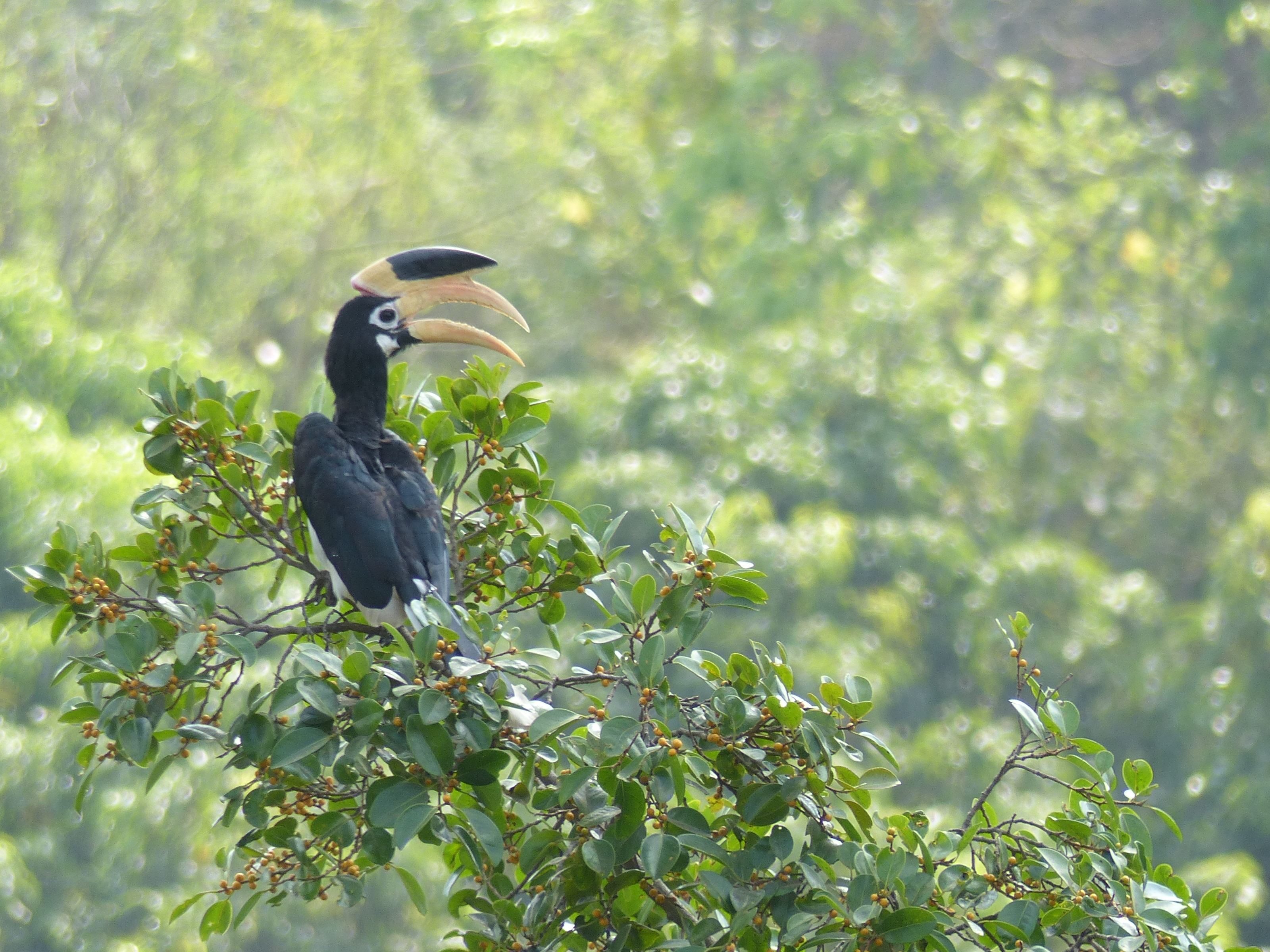
Femmina sui Ghati occidentali (India).

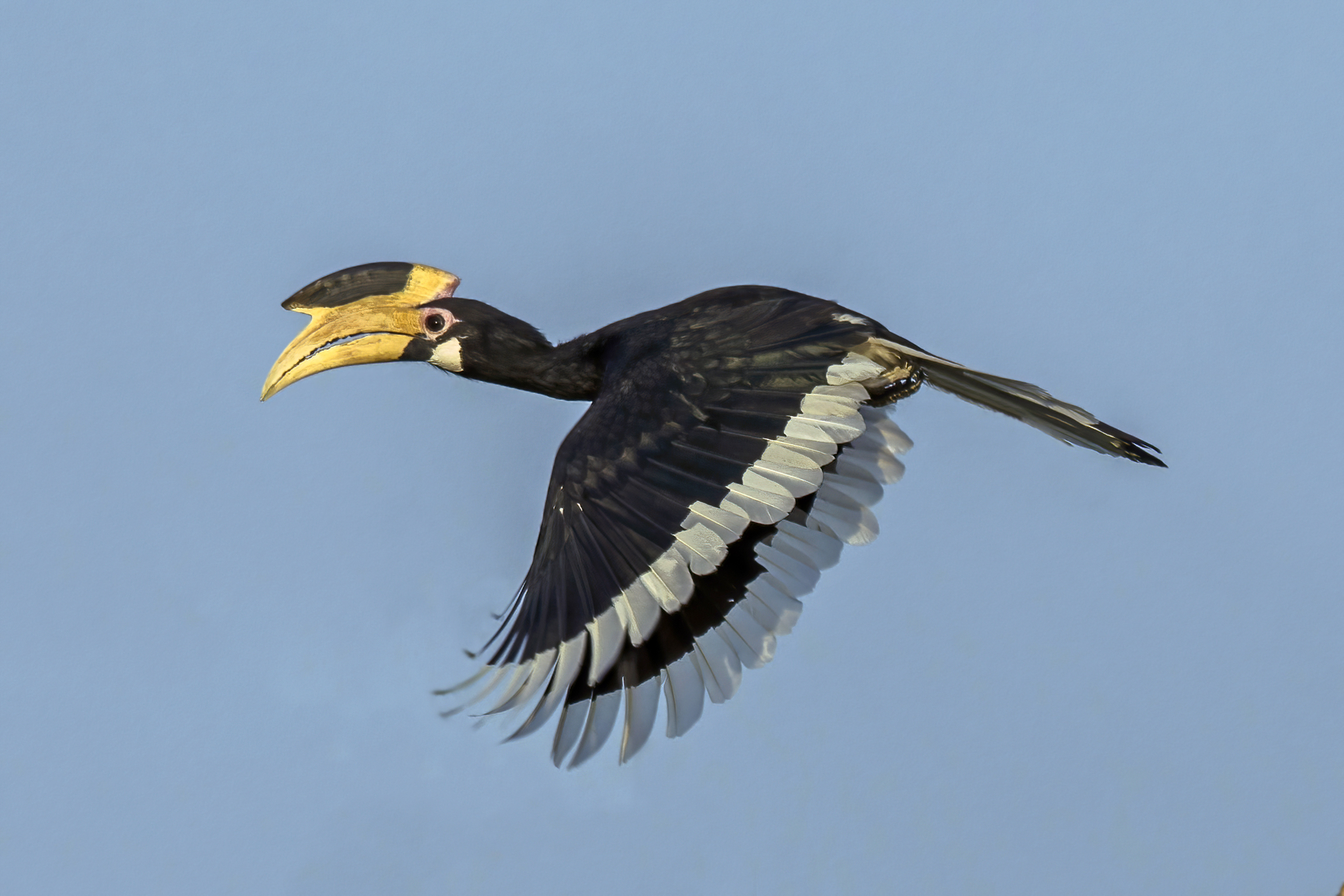
Femmina in volo.

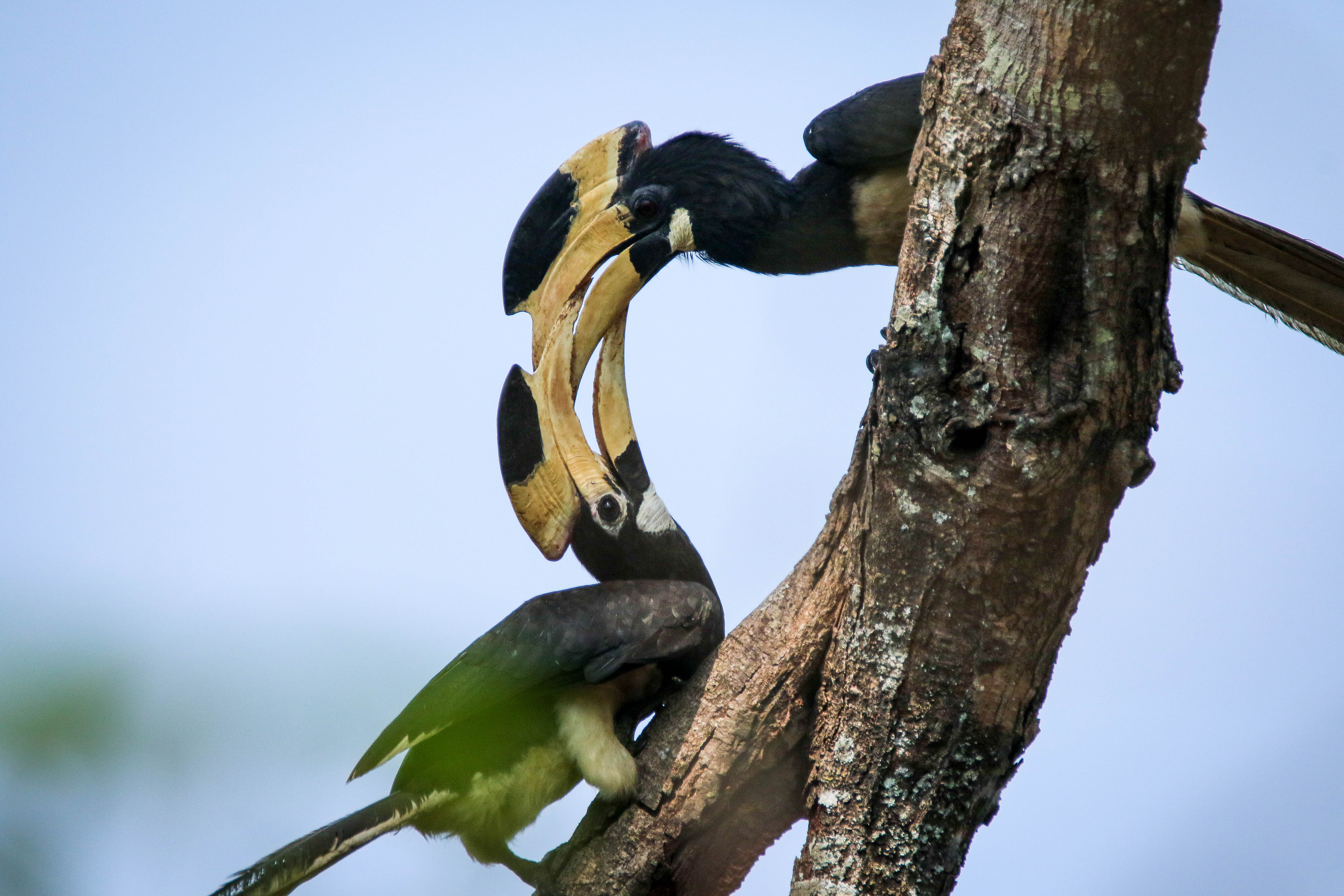
Coppia di buceri coronati: a sinistra la femmina.

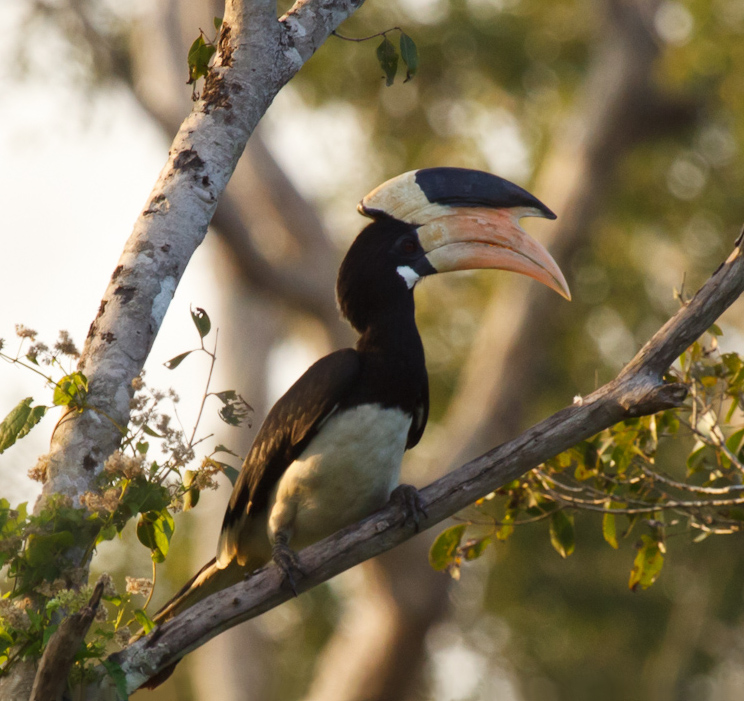
Maschio di bucero coronato in Sri Lanka.

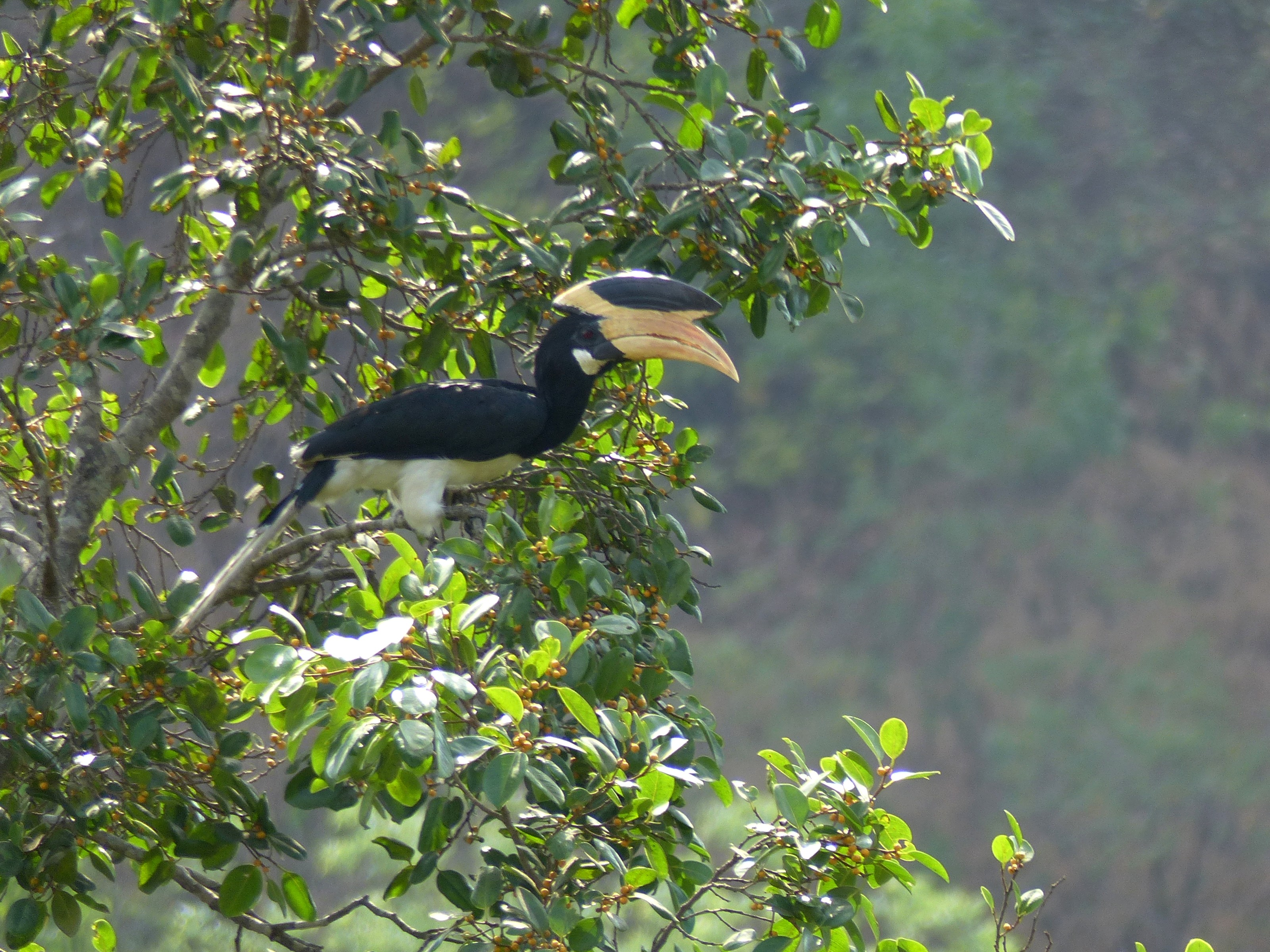
Maschio di bucero coronato su un albero carico di frutti.

Il comportamento del bucero coronato è stato studiato in maniera particolarmente dettagliata nei Ghati occidentali, la catena montuosa dell'India occidentale che corre lungo il margine dell'altopiano del Deccan, separandolo dalla stretta pianura costiera che si affaccia sul mar Arabico. La parte settentrionale dei Ghati occidentali è un po' più arida di quella meridionale, raggiunge quote leggermente meno elevate e presenta una flora caratterizzata soprattutto da alberi di teak e da specie della famiglia delle Dipterocarpacee. Al di sopra dei 1000 m prevalgono specie sempreverdi della famiglia delle Lauracee. Le foreste sempreverdi di Wayanad del Kerala e del Tamil Nadu costituiscono la regione di transizione tra le ecoregioni settentrionali e meridionali dei Ghati occidentali. Le ecoregioni meridionali sono generalmente più umide e maggiormente ricche di specie. A bassa quota, le principali specie arboree sono la Cullenia, il teak e le Dipterocarpacee.
Il bucero coronato vive in gruppi composti da 4 a 58 individui e vive principalmente nelle foreste miste ad altitudini comprese tra 300 e 600 metri, raccogliendosi soprattutto dove gli alberi sono più carichi di frutti. I buceri si riuniscono in dormitori comuni durante la notte e preferiscono i rami che sporgono sopra uno specchio d'acqua. I luoghi di riposo notturni nell'area presa in esame sono stati utilizzati per decenni. Il numero di esemplari che si riunivano nel dormitorio comune era basso, specialmente durante la stagione riproduttiva. Solo gli uccelli maturi non riproduttori e quelli non ancora sessualmente maturi si riunivano in questi luoghi di riposo.
I buceri coronati lasciano i loro luoghi di riposo notturni immediatamente dopo l'alba, da soli, in coppia o in piccoli gruppi di tre individui al massimo, facendovi ritorno al crepuscolo. Di solito atterrano sulla sommità dell'albero prescelto, per poi scendere fino al dormitorio preferito.

### Alimentazione
Il bucero coronato si nutre principalmente di frutta, ma assume anche sostanze di origine animale se la disponibilità di frutti è limitata. I fichi sono di gran lunga il suo cibo preferito, ma la specie non disdegna le drupe di Grewia tiliifolia, noce vomica (Strychnos nux-vomica), Polyalthia fragrans, Polyalthia longifolia, Schleichera oleosa, Persea macrantha e simili. Le proteine animali vengono assunte sotto forma di lumache, coleotteri, larve di farfalla, cavallette, grilli, lucertole e termiti. Sembra anche che mangi occasionalmente le uova di altre specie di uccelli. Non beve mai, ma è in grado di ricavare i liquidi necessari dal cibo ingerito. Proprio a questo può essere correlata l'elevata percentuale di fichi nella dieta.

### Comportamento
I buceri coronati vanno in cerca di cibo in piccoli gruppi, radunandosi in gran numero solo sugli alberi particolarmente carichi di frutti. La distanza che percorrono dai luoghi di riposo ai terreni di foraggiamento varia in base alle stagioni. Nel semestre estivo, quando mangiano soprattutto frutti di noce vomica e fichi, la distanza percorsa varia tra 0,4 e 4 chilometri, ma nel semestre invernale essa può arrivare fino a sei chilometri.
Di solito cercano il cibo solo sulle cime degli alberi, scendendo a terra di tanto in tanto solo per assumere un po' di proteine animali. Non mangiano mai frutti caduti a terra. Raccolgono i frutti direttamente dai rami, volando anche per cogliere quelli che altrimenti non potrebbero raggiungere. I frutti più grandi, come le bacche carnose, che a volte possono presentare pareti spesse, vengono spezzati con il becco.

### Riproduzione
Le abitudini riproduttive del bucero coronato non sono state ancora studiate approfonditamente. Tuttavia, l'intera durata del ciclo riproduttivo è stata stimata in ottanta giorni, di cui 29-30 giorni dedicati alla cova delle uova e 49 giorni deputati all'allevamento dei nidiacei. Nello Sri Lanka la stagione riproduttiva cade nel periodo da aprile a luglio, mentre nell'India occidentale copre i mesi di marzo e aprile.
I buceri coronati nidificano all'interno delle cavità naturali degli alberi il cui foro di entrata è situato ad un'altezza compresa tra 3,5 e 15 metri dal suolo. Come presso gli altri buceri, la femmina sigilla l'ingresso della cavità di nidificazione dall'interno, lasciando aperta solo una stretta fessura attraverso la quale viene rifornita di cibo dal maschio. Durante il tempo che trascorre all'interno della cavità la femmina intraprende la muta di remiganti e timoniere.
La femmina generalmente lascia la cavità di nidificazione prima dei giovani, ma la data esatta sembra essere variabile. Una femmina è stata vista lasciare la cavità quando i nidiacei avevano solo tra 10 e 14 giorni. Di solito, comunque, sembra che la femmina lasci il nido una o due settimane prima che i giovani si alzino in volo. Come altri buceri, sembra che i nidiacei risigillino nuovamente l'ingresso della cavità una volta che la madre è uscita fuori.

## Distribuzione e habitat
Il bucero coronato è diffuso, con tre popolazioni distinte, in Asia meridionale.
L'area di distribuzione più vasta si estende nella parte orientale dell'India, attraverso gli stati di Bihar, Orissa, Madhya Pradesh e Andhra Pradesh. Una seconda popolazione vive lungo il lato occidentale del subcontinente indiano, sulle pendici dei Ghati occidentali, attraverso Goa, la parte occidentale del distretto di Mysore, il Tamil Nadu e il Kerala. Una terza popolazione vive nello Sri Lanka.
Il bucero coronato vive nelle aree periferiche delle foreste umide sempreverdi e decidue, ma si incontra anche nelle foreste montane, nei boschetti di bambù, nelle piantagioni e nei frutteti con alberi di fico e mango. All'estremità meridionale dell'areale è assente dalle regioni di alta quota, dove viene sostituito dal bucero bicorne. Nello Sri Lanka si incontra principalmente nelle foreste di pianura. In alcune regioni il suo areale si sovrappone a quello del bucero orientale.

## Conservazione
È una specie comune in alcune zone del suo areale. Il declino della popolazione è dovuto principalmente alla perdita dell'habitat. In Sri Lanka era un uccello molto comune fino agli anni '80, ma da allora è stato respinto in alcune regioni più remote dell'isola. Nello stato indiano dell'Orissa la specie era divenuta così rara che nel 1992 è stata necessaria l'introduzione di un apposito programma di riproduzione in cattività.